# Uwe Jens Lornsen
Uwe Jens Lornsen, född den 18 november 1793 på frisiska ön Sild, död den 13 februari 1838 (genom självmord), var en slesvig-holsteinsk politiker.
Lornsen blev 1816 student och studerade 1818-19 i Jena, där han slöt sig till den ytterligt revolutionära burschenschaft. 1820 tog han juridisk examen i Kiel och blev 1821 anställd i slesvig-holsteinska kansliet i Köpenhamn, 1826 byråchef där och fick 1830 kansliråds titel samt utnämndes samma år till "landfoged" på Sild.
Utpräglat tysk till sinnelag och tankegång och påverkad av julirevolutionen, ville han väcka en rörelse i Slesvig och Holstein för en fri demokratisk författning, fullständigt oavhängig av konungariket Danmark. Hans flygblad Über das verfassungswerk in Schleswig-Holstein (5 nov. 1830) väckte ej ringa uppseende och framkallade en rad småskrifter, både för och emot, dock utan att väcka någon verklig folkstämning till liv.
Regeringen lät fängsla och åtala honom, och i maj 1831 dömdes han till ämbetets förlust och ett års fängelse av mycket mild art. Genom sitt uppträdande hade han dock skrämt regeringen till den grad, att den lovade upprätta provinsialständer och 1832 t. o. m. gav de två hertigdömena gemensam regering och högsta domstol; så till vida har han väsentligen främjat slesvig-holsteinismens utveckling.
År 1833 reste han till Brasilien för att söka lindring för en obotlig och plågsam sjukdom, men utan resultat, och 1837 återvände han till Europa och bosatte sig i Schweiz. År 1841 utgavs (av Georg Beseler) en större efterlämnad skrift, Die unionsverfassung Dänemarks und Schleswig-Holsteins, där han i skarp motsats till sitt första försök gjorde sig till språkrör för den historiska doktrinen om en gemensam tronföljd för de två hertigdömena. Många av hans landsmän anser honom för politisk martyr med en vittskådande siarblick.